# 토포
토포(영어: Torpor)는 동물이 주로 체온이나 신진대사를 극도로 낮추어 무감각·무기력 상태에 돌입하는 습성을 말한다. 토포에 빠진 동물은 일체의 활동을 중단하게 되며 먹이가 없는 상황에서도 장기간을 버틸 수 있게 된다.
매일 토포를 겪는 동물에는 새, 많은 유대류 및 박쥐를 포함한 일부 포유류가 있다. 

## 같이 보기
- 휴면